# Filialkirche Latschach (Hermagor)

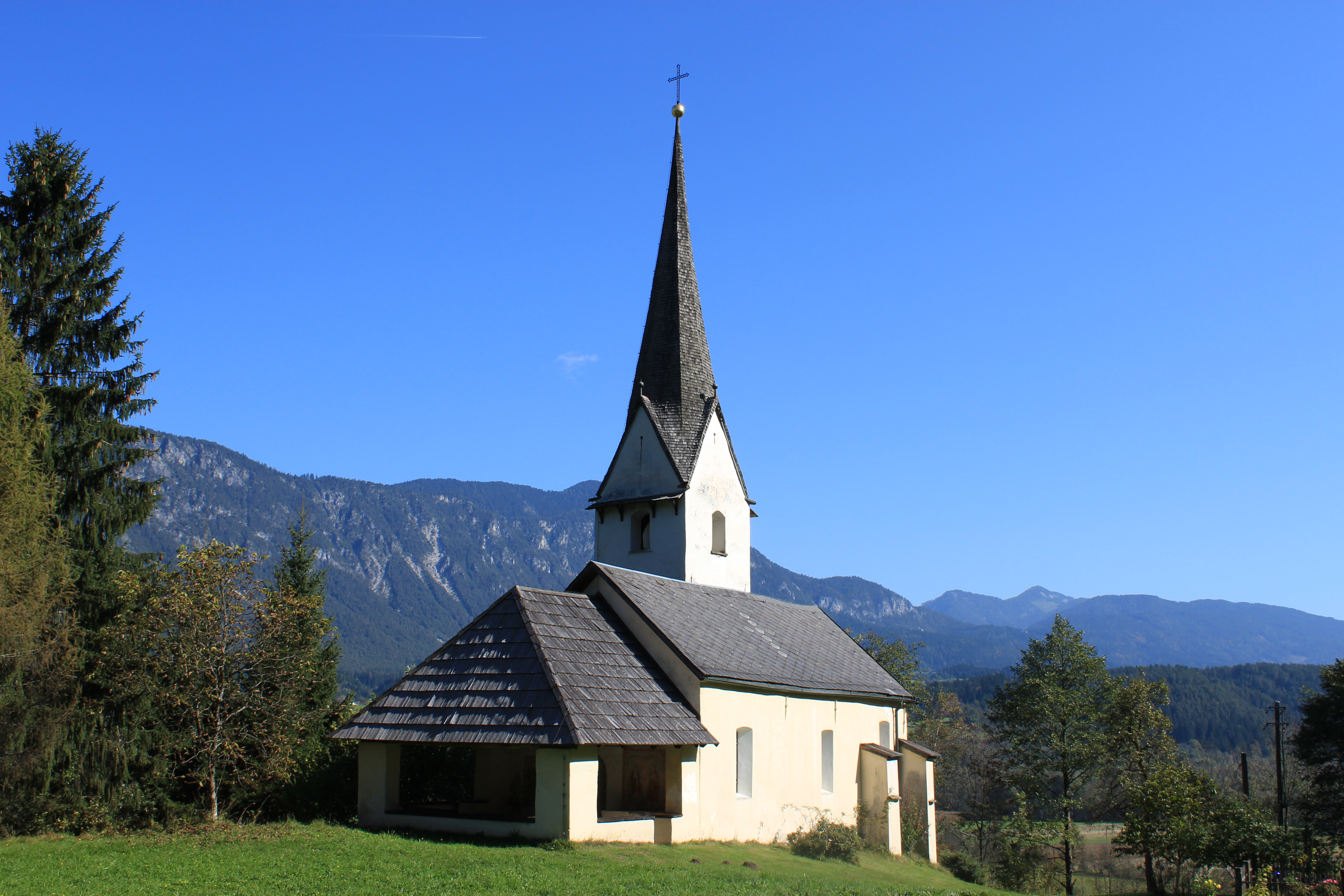

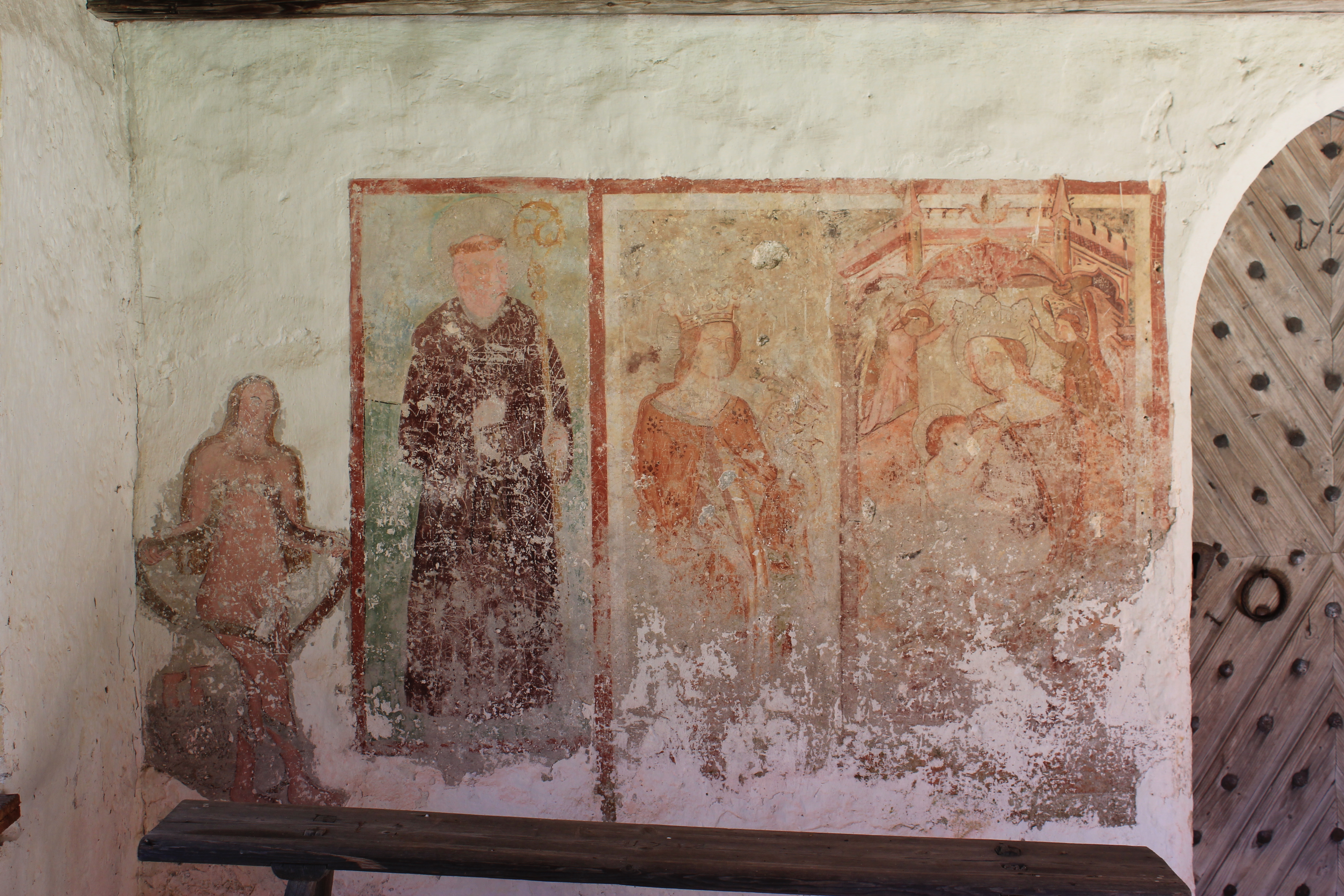
Wandgemälde

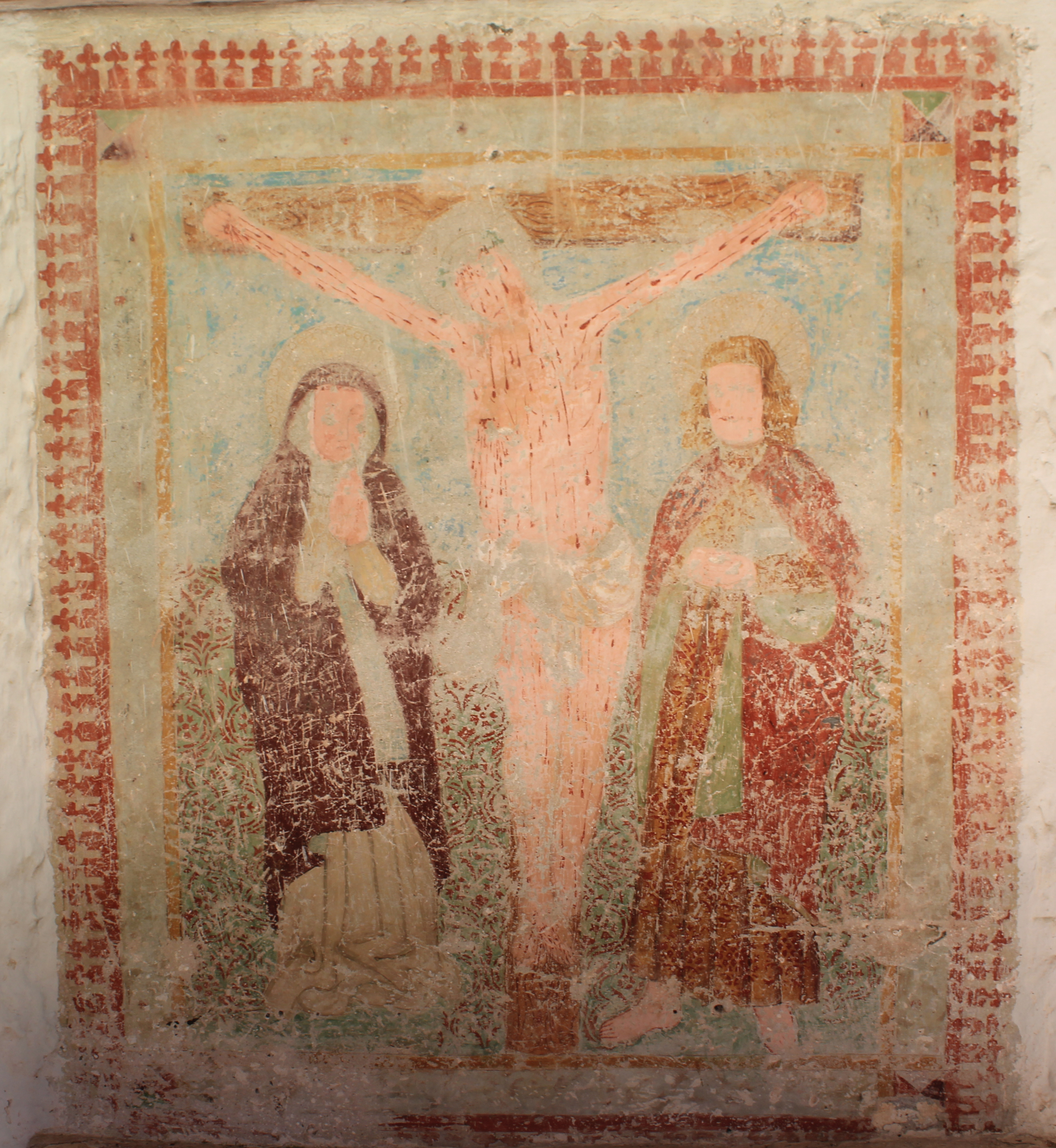
Kreuzigungsgruppe

Die römisch-katholische Filialkirche Latschach steht in einer Waldlichtung oberhalb von Latschach/Ločein der Gemeinde Hermagor. Das Gotteshaus ist dem heiligen Leonhard geweiht und gehört zur Pfarre Mellweg.

## Baubeschreibung
Die kleine spätgotische Kirche besteht aus einem dreijochigen Langhaus und einem einjochigen Chor mit Dreiachtelschluss. Der nordseitige Turm mit korbbogigen Schallfenstern wird von einem Spitzgiebelhelm bekrönt. Zwei zweistufe Strebepfeiler stützen den östlichen Teil der Südwand. Chor und Langhaus besitzen Korbbogenfenster. Eine große Pfeilervorhalle in Schiffsbreite schützt die Holztür von 1740 in dem spitzbogigen, abgefasten Westportal. Daneben befindet sich ein steinerner Opfertisch. Die Wandgemälde links des Portals stellen die Heiligen Maria Magdalena (?), Leonhard, Margareta  und eine Maria lactans unter einem Baldachin dar. Die um 1440 gemalte Kreuzigungsgruppe rechts des Portals ist schlecht erhalten. 
Im netzgratgewölbten Langhaus steht eine barocke Holzempore. Ein eingezogener, spitzbogiger Triumphbogen verbindet das Langhaus mit dem Chor, der mit einer Flachtonne mit Stichkappen überwölbt ist. Nordseitig führt eine Spitzbogentür in die Sakristei im Turmerdgeschoß.

## Einrichtung
Der um 1640 entstandene Hochaltar mit einem triumphbogenartigen Aufbau über einem Sockel und einer kleinen Ädikula als Aufsatz trägt in der Mitte die Statue des heiligen Leonhard, flankiert von den Heiligen Andreas und Laurentius, im Aufsatz eine Muttergottes mit Kind.
Am linken Seitenaltar steht unten die Figur des heiligen Ulrich und oben die Statuette des heiligen Stephanus. Die Figuren des rechten Seitenaltars stellen unten die Heiligen Sebastian und Florian und oben den heiligen Wolfgang dar. Die beiden Seitenaltäre schuf wie die Kanzel Joseph Kapfer 1772.